# Odd Andersen
Odd Andersen (Fredrikstad, 30 maggio 1920 – Fredrikstad, 24 settembre 2007) è stato un calciatore norvegese, di ruolo centrocampista.

## Biografia
È il cugino di Henry Johannessen, anch'egli calciatore.

## Carriera

### Club

#### Fredrikstad
Andersen debuttò nel Fredrikstad all'età di 16 anni, in una partita di coppa contro il Briskebyen: l'incontro si giocò il 23 agosto 1936 e vide la vittoria della sua squadra per 8-0. In squadra, arrivarono due campionati consecutivi: quello del 1937-1938 e quello del 1938-1939. Nel 1938, arrivò anche l'affermazione nell'edizione stagionale della Coppa di Norvegia: fu il primo double della storia del calcio norvegese. Nel 1938, in occasione di una sfida contro il Göteborg, subì un colpo di giocò che gli provocò una lesione ad un occhio, costringendolo ad una lunga assenza dai campi. Il Fredrikstad vinse anche la Coppa di Norvegia 1940, senza però la presenza di Andersen. Successivamente, il calcio si fermò per gli eventi della seconda guerra mondiale. Tornò in campo nel 1946. Contribuì al successo finale nel campionato 1948-1949 e a quello nella Coppa di Norvegia 1950. Dopo aver chiuso la carriera agonistica, continuò a giocare a calcio con i veterani del club. In occasione del centesimo anniversario del Fredrikstad (2003), Andersen fu nominato membro onorario della società.

### Nazionale
Andersen giocò un'unica partita per la Norvegia. Il 18 maggio 1949, infatti, fu titolare nella sconfitta per 1-4 contro l'Inghilterra.

## Palmarès

### Club

#### Competizioni nazionali
- Coppa di Norvegia: 2

Fredrikstad: 1938, 1950
- Campionato norvegese: 3

Fredrikstad: 1937-1938, 1938-1939, 1948-1949